# François Bovesse
 (août 2017).
Si vous disposez d'ouvrages ou d'articles de référence ou si vous connaissez des sites web de qualité traitant du thème abordé ici, merci de compléter l'article en donnant les références utiles à sa vérifiabilité et en les liant à la section « Notes et références ».
François Louis Charles Marie Bovesse, dit Franz des Chalands (Namur, le 10 juin 1890 - Namur, le 1er février 1944), est un homme politique belge et un militant wallon.

## Biographie

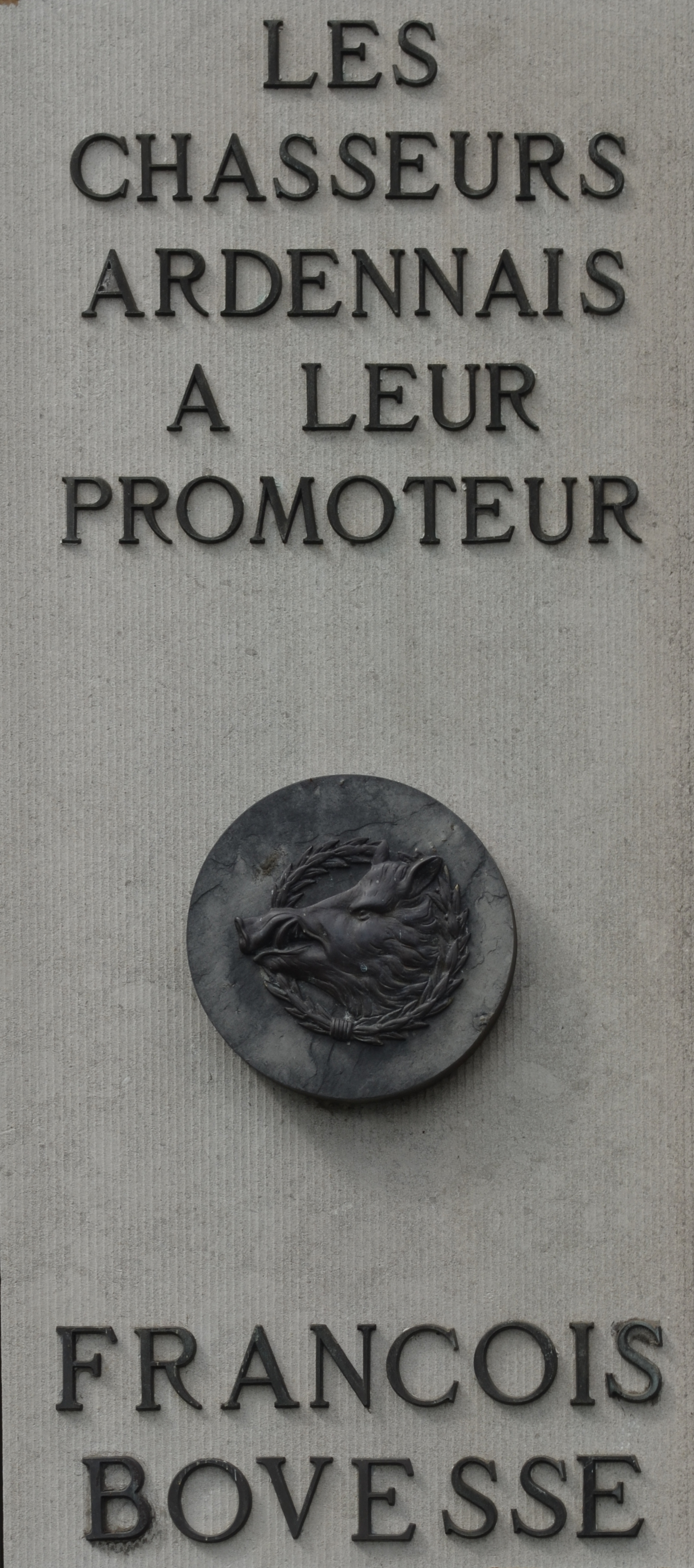
Hommage des chasseurs ardennais à François Bovesse (façade de la maison de la culture de Namur).

Engagé au Parti libéral à 18 ans, il est sensibilisé à l'identité wallonne lors de la fondation par Jules Destrée, à Namur, de la section locale des Amis de l'Art wallon en 1911. Alors qu'il étudie le droit à l'Université de Liège, il crée le journal « Sambre et Meuse » en 1912 dont la devise devient « Pour l'art et la Wallonie ». D'abord culturel, le journal devient politique et milite pour la cause wallonne, au moment où Bovesse adhère à la Ligue wallonne de l'Arrondissement de Namur et est nommé secrétaire de la Jeune Garde de Wallonie.
Lorsque la Grande Guerre éclate, il combat à Liège, à Anvers et sur l'Yser. Blessé, il est versé à l'Auditorat militaire de Calais fin 1914. À la fin de la guerre, il s'inscrit comme avocat au Barreau de Namur.
Animateur de la Ligue wallonne de Namur, délégué à l'Assemblée wallonne jusqu'en 1927 et membre du Comité de l'Union nationale wallonne, il est à l'origine de l'organisation des fêtes de Wallonie à Namur, et de la création du Comité des Fêtes de Wallonie en 1923. Cette fête est l'occasion pour lui de réclamer l'égalité de droit entre Wallons et Flamands et de dénoncer les appétits flamingants. Comme Destrée, il perçoit, dans la mise en place des lois linguistiques d'après-guerre, le risque de flamandisation de la Wallonie. Il les combat au nom de l'homogénéïté linguistique et culturelle des deux régions.
Ses participations ministérielles font de lui l'homme de la Wallonie au gouvernement. Il y défend les positions du Mouvement wallon : maintien de l'accord militaire franco-belge, refus de la loi d'amnistie et combat contre le parti fasciste Rex. Gouverneur de la Province de Namur en 1937, il se prononce, dans une lettre à Paul-Émile Janson, pour la décentralisation administrative ayant pour base les provinces. Démis de ses fonctions par l'occupant, François Bovesse reprend sa profession d'avocat. Il plaide sans aucune concession ni pour l'occupant ni pour les collaborateurs. Ceux-ci ne le lui pardonneront pas. Le 1er février 1944, il est assassiné par des rexistes.
Franc-maçon, il est membre de la loge de Namur du Grand Orient de Belgique.
À la suite de son décès le 1er février 1944, il est inhumé au cimetière de Belgrade (Namur).

## Distinctions
- Grand-croix de l'ordre de la Couronne (AR du 26 octobre 1945 à titre posthume)[2].
- Commandeur du Mérite wallon (C.M.W.) (promotion historique, à titre posthume[3])